# Roeberella lencates
Roeberella lencates är en fjärilsart som beskrevs av William Chapman Hewitson 1875. Roeberella lencates ingår i släktet Roeberella och familjen Riodinidae. Inga underarter finns listade.

## Bildgalleri

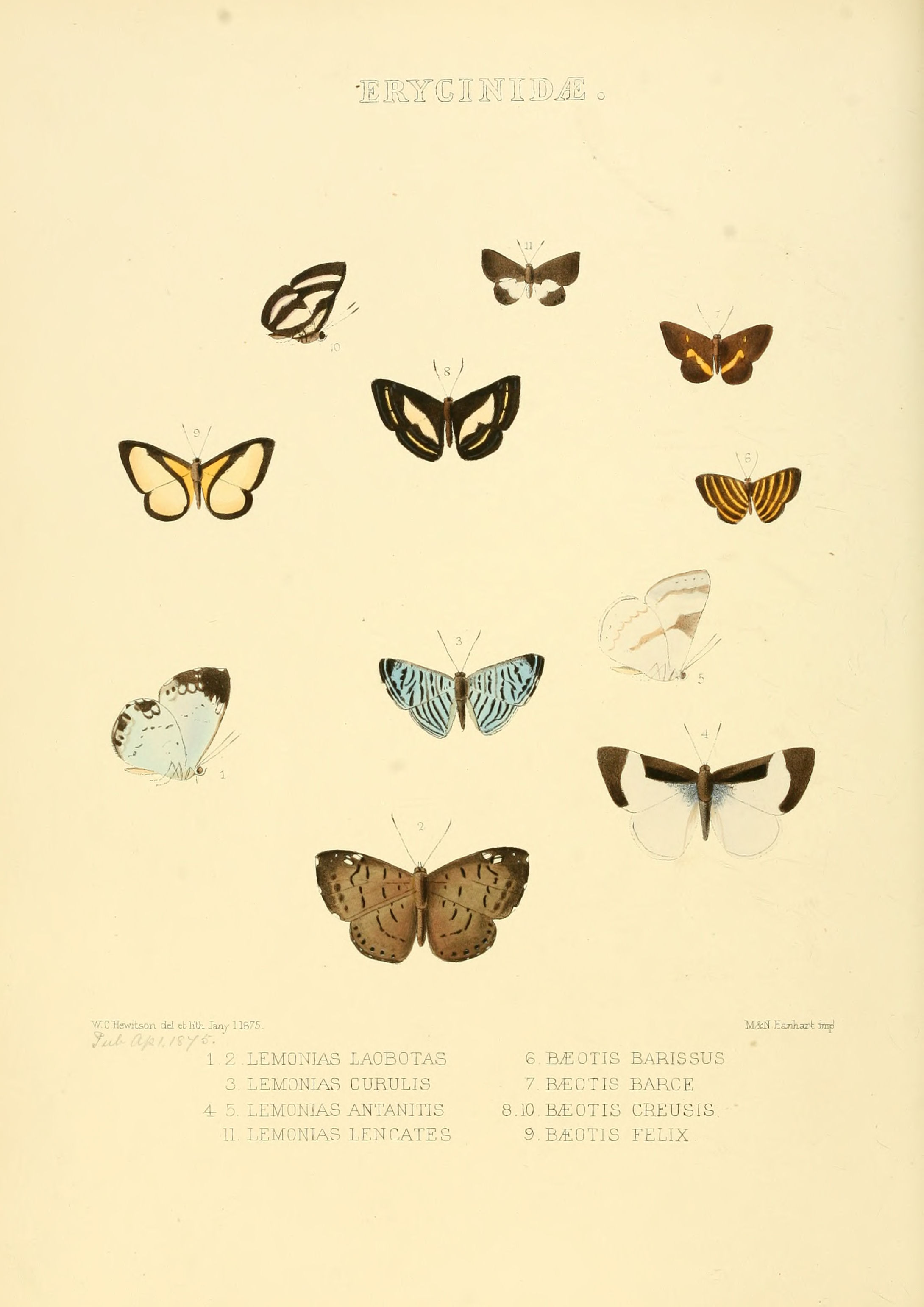